# 庙尔沟镇
庙尔沟镇，是中华人民共和国新疆维吾尔自治区塔城地区托里县下辖的一个乡镇级行政单位。

## 行政区划
庙尔沟镇下辖以下地区：
团结社区、登格克村、萨尔喀木斯村、阿克开乃热村、萨尔加克村和恰勒尕依村。